# 2-ethoxyethylacetaat
2-ethoxyethylacetaat is een organische verbinding met als brutoformule C6H12O3. Het is een kleurloze vloeistof met een kenmerkende geur, die goed oplosbaar is in water.

## Toxicologie en veiligheid
De stof kan waarschijnlijk ontplofbare peroxiden vormen. Ze reageert met sterke zuren, sterke basen en sterk oxiderende stoffen.
De damp is matig irriterend voor de ogen. Ze kan effecten hebben op het bloed, met als gevolg beschadiging van bloedcellen. De stof kan effecten hebben op het centraal zenuwstelsel. Blootstelling ver boven de toegestane beroepsmatige blootstellingsgrenzen kan bewusteloosheid veroorzaken.
Bij langdurige of herhaalde blootstelling aan 2-ethoxyethylacetaat kunnen er ernstige effecten op het bloed optreden, met als gevolg beschadiging van bloedcellen, bloedarmoede en verstoorde werking van de nieren. Ze kan schadelijk zijn voor de voortplanting of de ontwikkeling bij de mens.